# AFI's 100 Years...100 Stars
Parte a seriei AFI's 100 Years, AFI's 100 Years...100 Stars este o listă cu cele mai mari 50 de legende ale marelui ecran din cinematografia americană, 25 bărbați și 25 de femei. Institutul American de Film a realizat această listă la 15 iunie 2000, fiind prezentată de Shirley Temple la CBS.

## Lista celor 50 de legende

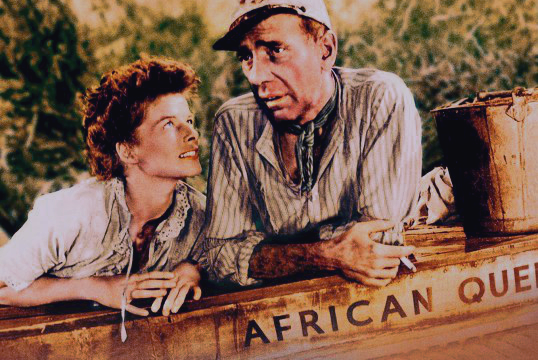
Hepburn și Bogart în Regina africană (1951)

| #   | Bărbați            | #   | Femei             |
| --- | ------------------ | --- | ----------------- |
| 1.  | Humphrey Bogart    | 1.  | Katharine Hepburn |
| 2.  | Cary Grant         | 2.  | Bette Davis       |
| 3.  | James Stewart      | 3.  | Audrey Hepburn    |
| 4.  | Marlon Brando      | 4.  | Ingrid Bergman    |
| 5.  | Fred Astaire       | 5.  | Greta Garbo       |
| 6.  | Henry Fonda        | 6.  | Marilyn Monroe    |
| 7.  | Clark Gable        | 7.  | Elizabeth Taylor  |
| 8.  | James Cagney       | 8.  | Judy Garland      |
| 9.  | Spencer Tracy      | 9.  | Marlene Dietrich  |
| 10. | Charlie Chaplin    | 10. | Joan Crawford     |
| 11. | Gary Cooper        | 11. | Barbara Stanwyck  |
| 12. | Gregory Peck       | 12. | Claudette Colbert |
| 13. | John Wayne         | 13. | Grace Kelly       |
| 14. | Laurence Olivier   | 14. | Ginger Rogers     |
| 15. | Gene Kelly         | 15. | Mae West          |
| 16. | Orson Welles       | 16. | Vivien Leigh      |
| 17. | Kirk Douglas       | 17. | Lillian Gish      |
| 18. | James Dean         | 18. | Shirley Temple    |
| 19. | Burt Lancaster     | 19. | Rita Hayworth     |
| 20. | The Marx Brothers  | 20. | Lauren Bacall     |
| 21. | Buster Keaton      | 21. | Sophia Loren      |
| 22. | Sidney Poitier     | 22. | Jean Harlow       |
| 23. | Robert Mitchum     | 23. | Carole Lombard    |
| 24. | Edward G. Robinson | 24. | Mary Pickford     |
| 25. | William Holden     | 25. | Ava Gardner       |